# Mendota Heights
Mendota Heights ist eine Stadt (mit dem Status „City“) im Dakota County im Südosten des US-amerikanischen Bundesstaates Minnesota. Das U.S. Census Bureau hat bei der Volkszählung 2020 eine Einwohnerzahl von 11.744 ermittelt.
Mendota Heights ist Bestandteil der Metropolregion Minneapolis–Saint Paul.

## Geografie
Mendota Heights liegt im südlichen Vorortbereich der Städte Minneapolis und Saint Paul an der Mündung des Minnesota River in den Mississippi auf 44°53′13″ nördlicher Breite und 93°08′06″ westlicher Länge. Die Stadt erstreckt sich über 26,21 km², die sich auf 23,7 km² Land- und 2,51 km² Wasserfläche verteilen.
Benachbarte Orte von Mendota Heights sind Mendota und Lilydale (an der nördlichen Stadtgrenze), West St. Paul (an der östlichen Stadtgrenze), Sunfish Lake (an der südöstlichen Stadtgrenze), Eagan (an der südlichen Stadtgrenze) sowie Minneapolis (an der westlichen Stadtgrenze am gegenüberliegenden Ufer des Minnesota River).
Das Stadtzentrum von Minneapolis liegt 17,7 km nordnordwestlich; das Zentrum von Saint Paul, der Hauptstadt von Minnesota, befindet sich 13,7 km nordöstlich.

## Verkehr
Durch das Zentrum von Mendota Heights verläuft der östliche Zweig der Interstate 35. Die südliche Stadtgrenze wird von der Interstate 494 gebildet, die südliche Umgehungsstraße der Twin Citys. Im Stadtzentrum laufen die Minnesota State Routes 13, 110 und 149 zusammen. Alle weiteren Straßen sind untergeordnete Fahrwege sowie innerörtliche Verbindungsstraßen.
Parallel zum Minnesota River und danach dem Mississippi verläuft eine Eisenbahnlinie der Union Pacific Railroad.
Der Minneapolis-Saint Paul International Airport liegt am gegenüberliegenden Ufer des Minnesota River auf dem Stadtgebiet von Minneapolis.

## Demografische Daten
Nach der Volkszählung im Jahr 2010 lebten in Mendota Heights 11.071 Menschen in 4378 Haushalten. Die Bevölkerungsdichte betrug 467,1 Einwohner pro Quadratkilometer. In den 4378 Haushalten lebten statistisch je 2,51 Personen.
Ethnisch betrachtet setzte sich die Bevölkerung zusammen aus 93,8 Prozent Weißen, 1,5 Prozent Afroamerikanern, 0,2 Prozent amerikanischen Ureinwohnern, 2,2 Prozent Asiaten sowie 0,6 Prozent aus anderen ethnischen Gruppen; 1,8 Prozent stammten von zwei oder mehr Ethnien ab. Unabhängig von der ethnischen Zugehörigkeit waren 2,9 Prozent der Bevölkerung spanischer oder lateinamerikanischer Abstammung.
22,6 Prozent der Bevölkerung waren unter 18 Jahre alt, 59,7 Prozent waren zwischen 18 und 64 und 17,7 Prozent waren 65 Jahre oder älter. 51,7 Prozent der Bevölkerung war weiblich.

Mendota Heights ist ein sehr wohlhabender Vorort. Das mittlere jährliche Einkommen eines Haushalts lag bei 97.560 USD. Das Pro-Kopf-Einkommen betrug 52.090 USD. 4,4 Prozent der Einwohner lebten unterhalb der Armutsgrenze.

## Söhne und Töchter der Stadt
- Ann Bancroft (* 1955), Abenteuerin, Polarforscherin und Autorin